# Abrogación

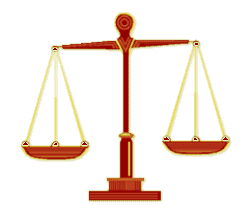
Si bien la abrogación podría representarse de otra manera, las leyes buscan preservar el equilibrio de nuestra sociedad.

La abrogación es la derogación total de una ley por una disposición de igual o mayor jerarquía que la sustituya, como en el caso de una Constitución que sólo puede ser abrogada por otra Constitución. Tradicionalmente se distinguía la abrogación o derogación; la primera anulaba o abolía totalmente la ley, y la segunda sólo parcialmente. Además, puede ser expresa, si una ley declara terminantemente la abolición de otra anterior; o tácita, cuando una nueva ley, sin derogar expresamente la anterior, contiene disposiciones contrarias a ésta.

## Etimología
La palabra abrogar procede de la preposición latina ab, o abs, que denota la idea de separación o alejamiento, con el matiz de totalidad, y del verbo rogo-rogas-are, que significa dirigirse a alguien, suplicar, pedir, y en derecho romano, presentar ante el pueblo una ley. En consecuencia, como lo indica el Digesto: "se abroga una ley cuando se elimina en su totalidad". No así derogar, que se deriva de la partícula de, que denota simple alejamiento, sin implicar totalidad y el mismo verbo rogo-rogas-rogare, entendiéndose que se deroga una ley cuando se quita una parte de la misma.

## Uso por país
- En México, el poder legislativo tiene el poder para abrogar, revocar y reformar las leyes del país, siempre y cuando se trate de hacer efectivas las facultades del propio Congreso.

- En Cuba, la Asamblea Nacional Popular tiene la atribución de acordar reformas a la Constitución y de aprobar, modificar o derogar las leyes y someterlas previamente a la consulta popular. Le corresponde también la facultad de revocar en todo o en parte los decretos-ley que haya dictado el Consejo de Estado; los decretos o disposiciones del Consejo de Ministros que contradigan la Constitución o las leyes; los acuerdos o disposiciones de los órganos locales del “poder popular” que violen la Constitución, las leyes, los decretos-ley, los decretos y demás disposiciones dictadas por los órganos de superior jerarquía a los mismos, o los que afecten los intereses de otras localidades o los generales del país.

- En Venezuela se encuentra establecido en el artículo 74.º.

- En el derecho romano, era el acto de dejar sin efecto jurídico una disposición legal.